# Comunità Domenico Tardini
La Comunità Domenico Tardini è un'associazione internazionale di fedeli di diritto pontificio.

## Storia

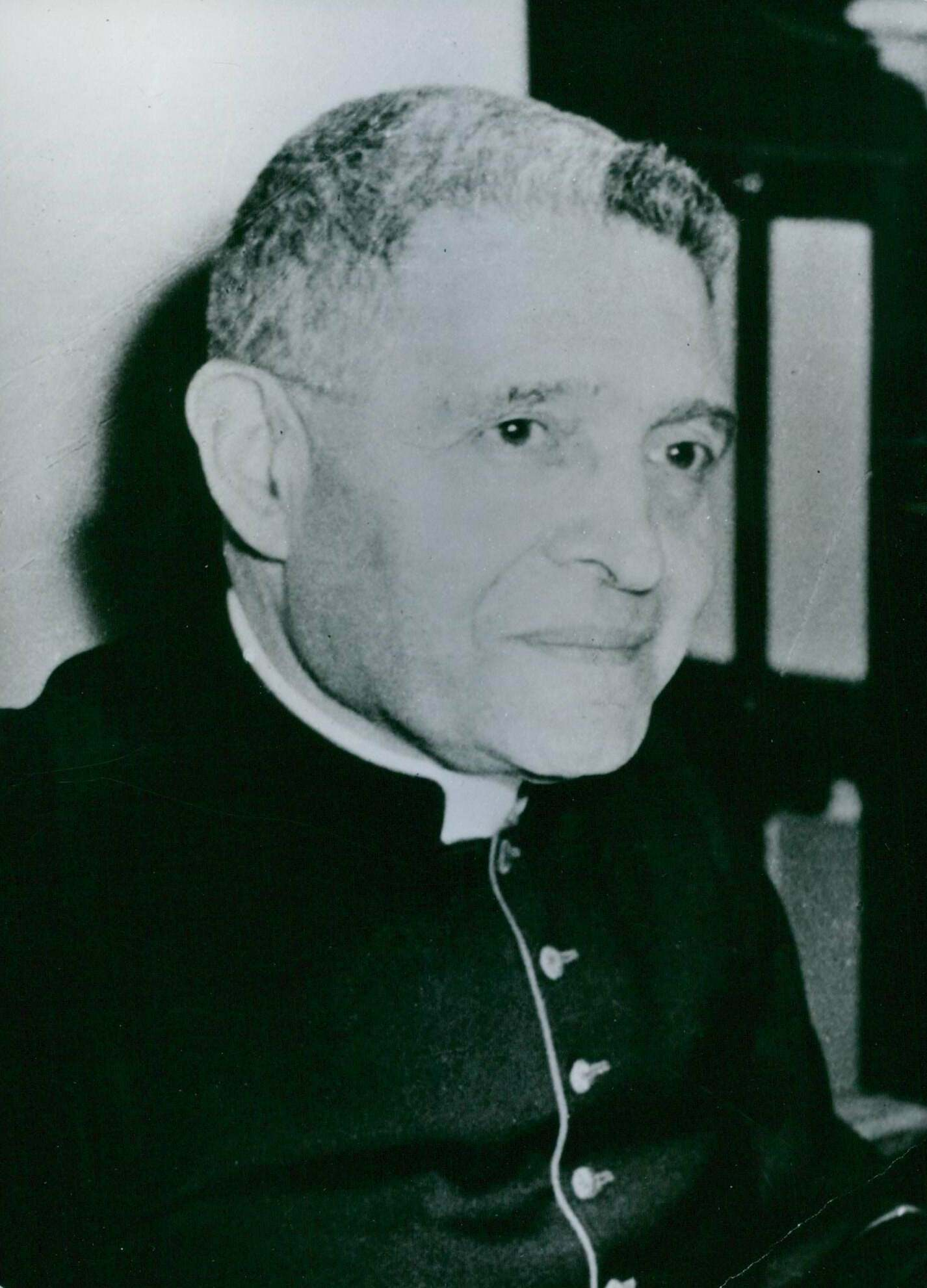
Domenico Tardini

Le origini dell'associazione risalgono al 1946, quando Domenico Tardini fondò a Roma Villa Nazareth, destinata ad accogliere gli orfani e i figli di famiglie povere e numerose. Per garantire continuità all'opera, con motu proprio del 13 gennaio 1963 papa Giovanni XXIII istituì la "Fondazione Sacra Famiglia di Nazareth".
Nel 1969 un gruppo di ex alunni e collaboratori di Domenico Tardini iniziò a sperimentare la vita comunitaria e nel 1980 si costituirono in associazione.
Il Pontificio consiglio per i laici riconobbe la Comunità Domenico Tardini come associazione internazionale di fedeli di diritto pontificio il 24 maggio 2004.

## Attività e diffusione
I membri dell'associazione, laici e chierici, sostengono materialmente e moralmente l'opera di Villa Nazareth e del suo collegio universitario. Alcuni di essi vi svolgono gratuitamente servizi di formazione e di organizzazione. L'associazione è guidata da un consiglio costituito da presidente, vicepresidente e 10 consiglieri eletti dall'assemblea dei membri che si riunisce annualmente.
La sede centrale dell'associazione è in via Domenico Tardini a Roma.